# Friedensgericht Pfeddersheim
Das Friedensgericht Pfeddersheim war ein Friedensgericht zunächst in Frankreich und dann in der Provinz Rheinhessen des Großherzogtums Hessen mit Sitz in Pfeddersheim (heute: Worms-Pfeddersheim).

## Vorgeschichte
Das Gebiet um Pfeddersheim gehörte am Ende des Heiligen Römischen Reichs deutscher Nation überwiegend zum zur Kurpfalz sowie zum Hochstift Worms und einigen kleineren Graf- und Herrschaften. Hier waren – ebenso wie in den benachbarten Territorien – Verwaltung und Rechtsprechung nicht getrennt und wurden auf unterer Ebene von Ämtern (im kirchlichen Bereich: Amtsvogteien) wahrgenommen. Der Amtmann oder Amtsvogt entschied in Rechtsstreitigkeiten als Einzelrichter.
1792 eroberten die Truppen des revolutionären Frankreichs die Rheinlande. Dort entstand die Mainzer Republik, die der französische Nationalkonvent auf deren Antrag mit Gesetz vom 30. März 1793 annektierte. Bedingt durch die Koalitionskriege kam es aber nur schrittweise und erst nach 1795 zu einer dauernden Neuordnung des Gebiets – auch auf dem Gebiet der Justiz.

## Gründung
Durch das Gesetz über Verwaltung und Justizorganisation in den vier linksrheinischen Départements vom 5. Dezember 1795 (14 frimaire IV) wurde das französische Gerichtsverfassungsgesetz Loi des 16 et 24 août 1790 sur l'organisation judiciaire auch hier verbindlich. Dieses Gesetz sah die Einrichtung von Friedensgerichten für die streitige Gerichtsbarkeit und von Notariaten für die Freiwillige Gerichtsbarkeit in allen Kantonen vor. Inwieweit das damals schon in die Praxis umgesetzt war, bleibt unklar, da der Erste Koalitionskrieg noch andauerte.
Mit dem Frieden von Campo Formio wurde die Annexion des Rheinlandes im Oktober 1797 auch von deutscher Seite anerkannt. Anschließend errichtete die französische Verwaltung in den annektierten Gebieten ihre Strukturen und richtete auch das „Friedensgericht Pfeddersheim“ ein, dessen örtliche Zuständigkeit sich auf den Kanton Pfeddersheim erstreckte. Der Gerichtsbezirk blieb auch nach Auflösung des Kantons als Verwaltungsgebiet 1835 bis 1879 unverändert bestehen.
Das Friedensgericht war dem Départementsgericht des Département du Mont-Tonnerre untergeordnet, das seinen Sitz in Mainz hatte. Oberstes Gericht war das Revisionsgericht in Trier.
Mit Circumscription (Rundschreiben) vom 28. Januar 1803 (8. Pluviose XI) wurde der Umfang des Kantons und damit der Gerichtsbezirk des Friedensgerichtes nochmals bestätigt.

## Weitere Entwicklung
Nach der Rückeroberung in den Befreiungskriegen wurde die Region von 1814 bis 1816 von der österreichisch-bayerischen  Gemeinschaftlichen Landes-Administrations-Commission verwaltet. Diese ließ die vorgefundene Justizorganisation bestehen, ergänzte sie aber am 27. Juli 1815 um den Appellationshof in Kreuznach als Obergericht.
Auch das Großherzogtum Hessen, das Rheinhessen im Rahmen eines Gebietstausches 1816 erhielt und als Provinz Rheinhessen konstituierte, übernahm die bestehende Gerichtsverfassung. Allerdings wurde der Appellationshof in Kreuznach aufgelöst und mit einer „Provisorischen Appellations- und Kassationsgerichtsordnung für den großherzoglich hessischen Landesteil auf der linken Rheinseite“ ein Kreisgericht in Mainz geschaffen. Das Friedensgericht Pfeddersheim war nun eines von zwölf Friedensgerichten in der Provinz Rheinhessen. Sein Gerichtsbezirk erstreckte sich über den Bereich des gleichnamigen Kantons.
Nach Teilung des Kreisgerichtes Mainz in die Kreisgerichte Mainz und Alzey zum 1. Dezember 1836 kam Pfeddersheim in den Bezirk des Kreisgerichts Alzey, das am 24. Oktober 1852 in „Bezirksgericht Alzey“ umbenannt wurde.

## Ende
Mit dem Gerichtsverfassungsgesetz von 1877 wurden Organisation und Bezeichnungen der Gerichte reichsweit vereinheitlicht. Zum 1. Oktober 1879 hob das Großherzogtum Hessen deshalb die Friedensgerichte auf. Funktional ersetzt wurden sie durch Amtsgerichte. So ersetzte – bei geändertem Umfang des Gerichtsbezirks – das Amtsgericht Pfeddersheim das Friedensgericht Pfeddersheim. Das neue Amtsgericht war dem Landgericht Mainz und dem Oberlandesgericht Darmstadt untergeordnet.

## Bezirk
Der Gerichtsbezirk des Friedensgerichts Pfeddersheim erstreckte sich auf (Ortsnamen in heutiger Schreibung):
| Gemeinde                | Herkunft                                     | Zugang | Abgang | Nach                     |
| ----------------------- | -------------------------------------------- | ------ | ------ | ------------------------ |
| Bermersheim             | Kurpfalz, Oberamt Alzey                      | 1798   | 1879   | Amtsgericht Pfeddersheim |
| Dalsheim                | Kurpfalz, Oberamt Alzey                      | 1798   | 1879   | Amtsgericht Pfeddersheim |
| Gundersheim             | Kurpfalz                                     | 1798   | 1879   | Amtsgericht Pfeddersheim |
| Gundheim                | Freiherr von Greiffenclau                    | 1798   | 1879   | Amtsgericht Pfeddersheim |
| Heppenheim an der Wiese | Kurpfalz, Oberamt Alzey                      | 1798   | 1879   | Amtsgericht Pfeddersheim |
| Herrnsheim              | Freiherr von Dalberg                         | 1798   | 1879   | Amtsgericht Worms        |
| Hochheim                | Kurpfalz, Oberamt Alzey                      | 1798   | 1879   | Amtsgericht Worms        |
| Hohen-Sülzen            | Grafschaft Falkenstein (Habsburg-Lothringen) | 1798   | 1879   | Amtsgericht Pfeddersheim |
| Horchheim               | Hochstift Worms                              | 1798   | 1879   | Amtsgericht Worms        |
| Kriegsheim              | Kurpfalz, Oberamt Alzey                      | 1798   | 1879   | Amtsgericht Pfeddersheim |
| Leiselheim              | Kurpfalz, Oberamt Alzey                      | 1798   | 1879   | Amtsgericht Pfeddersheim |
| Mölsheim                | Kurpfalz, Oberamt Alzey                      | 1798   | 1879   | Amtsgericht Pfeddersheim |
| Mörstadt                | Kurpfalz, Oberamt Alzey                      | 1798   | 1879   | Amtsgericht Pfeddersheim |
| Monsheim                | Graf von Leiningen-Dagsburg-Hardenburg       | 1798   | 1879   | Amtsgericht Pfeddersheim |
| Neuhausen               | Hochstift Worms                              | 1798   | 1879   | Amtsgericht Worms        |
| Nieder-Flörsheim        | Kurpfalz, Oberamt Alzey                      | 1798   | 1879   | Amtsgericht Pfeddersheim |
| Ober-Flörsheim          | Kurpfalz, Oberamt Alzey                      | 1798   | 1879   | Amtsgericht Pfeddersheim |
| Offstein                | Kurpfalz, Oberamt Alzey                      | 1798   | 1879   | Amtsgericht Pfeddersheim |
| Pfeddersheim            | Kurpfalz, Oberamt Alzey                      | 1798   | 1879   | Amtsgericht Pfeddersheim |
| Pfiffligheim            | Kurpfalz, Oberamt Alzey                      | 1798   | 1879   | Amtsgericht Worms        |
| Wachenheim              | Graf von Leiningen-Westerburg-Altenleiningen | 1798   | 1879   | Amtsgericht Pfeddersheim |
| Weinsheim               | Hochstift Worms                              | 1798   | 1879   | Amtsgericht Worms        |
| Wiesoppenheim           | Hochstift Worms                              | 1798   | 1879   | Amtsgericht Pfeddersheim |